# Pumphrey
Pumphrey és una concentració de població designada pel cens dels Estats Units a l'estat de Maryland. Segons el cens del 2000 tenia 5.317 habitants.

## Demografia
Segons el cens del 2000, Pumphrey tenia 5.317 habitants, 2.026 habitatges, i 1.391 famílies. La densitat de població era de 841,4 habitants per km².
Dels 2.026 habitatges en un 26,9% hi vivien nens de menys de 18 anys, en un 51,5% hi vivien parelles casades, en un 12,8% dones solteres, i en un 31,3% no eren unitats familiars. En el 24,9% dels habitatges hi vivien persones soles el 9,2% de les quals corresponia a persones de 65 anys o més que vivien soles. El nombre mitjà de persones vivint en cada habitatge era de 2,55 i el nombre mitjà de persones que vivien en cada família era de 3,03.
Per edats la població es repartia de la següent manera: un 21,8% tenia menys de 18 anys, un 6,3% entre 18 i 24, un 28,7% entre 25 i 44, un 25,6% de 45 a 60 i un 17,6% 65 anys o més.
L'edat mediana era de 41 anys. Per cada 100 dones de 18 o més anys hi havia 90,4 homes.
La renda mediana per habitatge era de 45.321 $ i la renda mediana per família de 58.105 $. Els homes tenien una renda mediana de 35.697 $ mentre que les dones 29.828 $. La renda per capita de la població era de 20.507 $. Entorn del 6% de les famílies i el 7,9% de la població estaven per davall del llindar de pobresa.

## Poblacions més properes
El següent diagrama mostra les poblacions més properes.